# يورغن ويلهلم رودولف
يورغن ويلهلم رودولف هو شخصية أعمال نرويجي، ولد في 11 ديسمبر 1881، وتوفي في 11 فبراير 1968.